# 핫 칙
《핫 칙》(영어: The Hot Chick)은 2002년 개봉한 미국의 판타지 코미디 영화이다. 감독 톰 브레이디의 첫 영화 연출작이다. 브레이디가 주인공을 맡은 롭 슈나이더와 공동 각본을 썼다. 마법으로 인해 서른 살의 범죄자와 여고생의 몸이 바뀌면서 벌어지는 이야기를 다룬 작품이다.

## 출연진
- 롭 슈나이더
- 레이철 매캐덤스
- 애나 패리스
- 매슈 로런스
- 에릭 크리스천 올슨
- 로버트 다비
- 멀로라 하딘
- 마이클 오키프
- 앤지 스톤
- 알렉산드라 홀든
- 티아 모리
- 미셸 브랜치
- 리 갈링턴
- 릴라 켄즐
- 샘 두밋
- 마리아엘레나 라스
- 애슐리 심프슨
- 제나 더완
- 루이 롬바디
- 애덤 샌들러
- 윌 새소 - 삭제 장면

## 기타 제작진
- 공동 제작: 네이선 탤버트 리먼, 이언 맥스톤그레이엄
- 협력 제작: 로빈 멀카히 피시켈라
- 배역: 마샤 로스, 도나 머롱, 게일 골드버그
- 미술: 마크 피시켈라
- 의상: 앨릭스 L. 프리드버그